# Drubpon Tharchin Rinpoché
 (mai 2017).
 (novembre 2022).
 (novembre 2022).

Drubpon Tharchin Rinpoché devant son monastère au Ladakh

Drubpon Tharchin Rinpoché, né le 1er décembre 1949, dans le village de Skindiang au Ladakh. Le 15 novembre 1965, il est reconnu tertön par Togden Rinpoché. Il appartient à la tradition Kagyupa du bouddhisme tibétain, mais également à la lignée des anciens, les Nyingmapas car Dujom Rinpoché fut un de ses maîtres principaux.

## Biographie

Un des Termas découverts par Tharchin Rinpoché

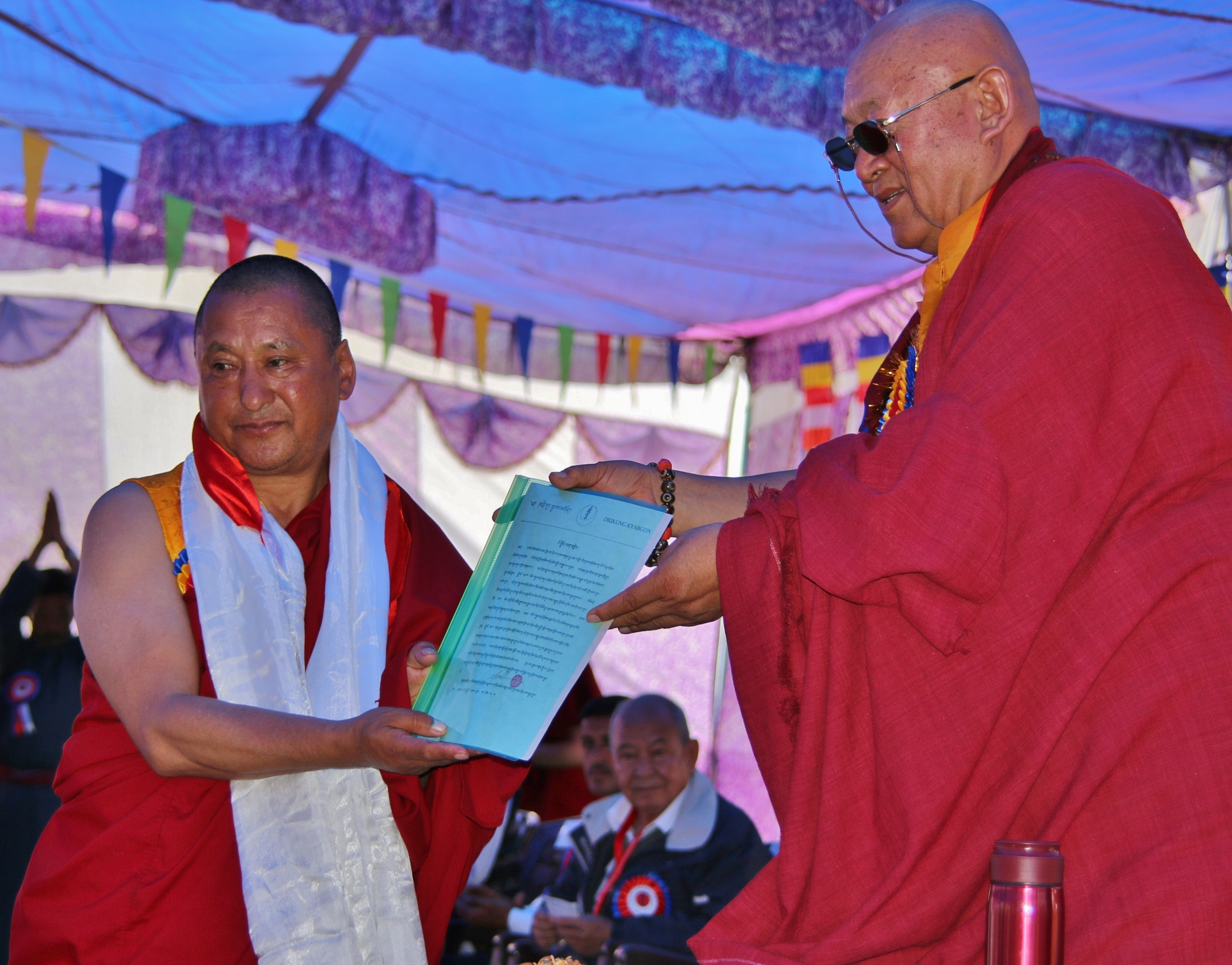
Drubpon Tharchin Rinpoché & Chetsang Rinpoché

Drubpon Konchog Tharchin Rinpoché est né l'année Terre Bœuf le dixième jour du dixième mois du calendrier lunaire (1er décembre 1949), correspondant conjointement au jour de l'anniversaire de Padmasambhava et à celui de la pleine lune. Né pour la seconde fois dans la même maison à Skindiang au Ladakh, petit village où l'on peut atteindre les siddhis ordinaires et suprêmes simplement en méditant, comme fils de Lhundrup Tashi son père et de Tashi Choszom sa mère. Padmasambhava a séjourné dans ce village. Il a trois frères (Seunam, Samphel, Djinba) et une sœur (Tashi).
À l’âge de 12 ans, il fut remarqué par Kyoungkar Rinpoché qui le fit entrer au monastère de Lamayuru au Ladakh pour y étudier et effectuer deux retraites traditionnelles de 3 ans, 3 mois et 3 jours.

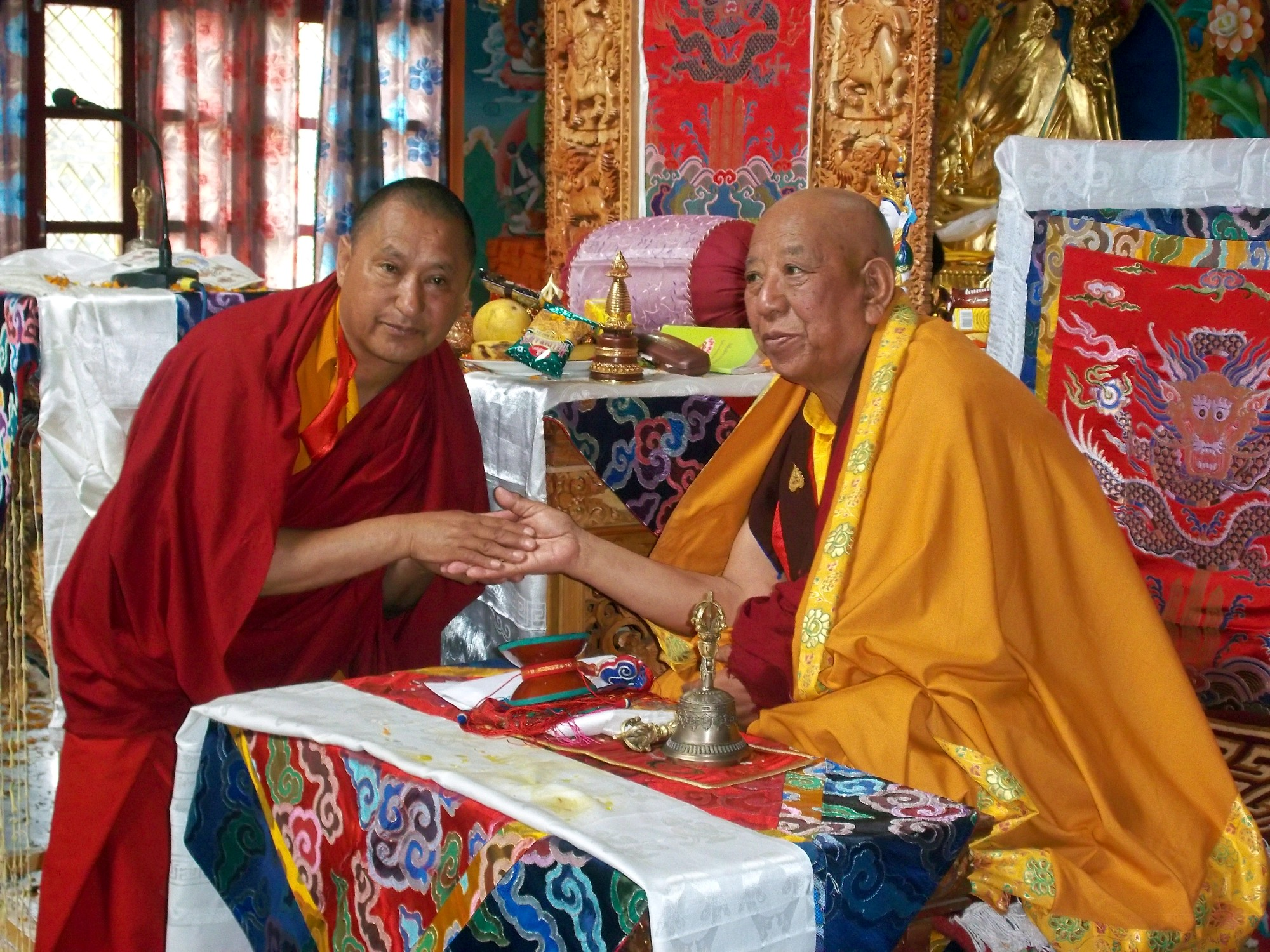
Drubpon Tharchin Rinpoché & Togden Rinpoché

L'année de ses 14 ans, Il prit refuge avec Togden Rinpoché qui lui donna son nom de Dharma Konchog Tharchin qui signifie Le précieux Joyau ayant l’omniscience et la connaissance transcendante.
Le 14 novembre 1965 (année du cheval de feu), Togden Rinpoché le reconnut comme étant un Tertön. Il découvrit plusieurs termas, dont le plus connu est le "cercle de profonde protection" et celui qu'il a découvert à Skindiang, dans son village natal au Ladakh. Il y a 30 ans de cela, Rinpoché ordonne aux villageois de creuser la terre car un terma y est caché. Un rocher sur lequel sont visibles les empreintes de pieds de Padmasambhava apparut. Rinpoché fit construire un petit temple autour de ce rocher. Ce temple est ouvert uniquement lors des jours consacrés à Padmasambhava.
Plus tard, en 1977, à Réwalsar, un lieu sacré important de l'Inde, il reçut la transmission orale, l'autorisation et l'enseignement du Grand trésor de Terma le Rinchen Terdzö (de) de Dudjom Rinpoché en 103 volumes et également celui de ses 25 œuvres. Comme nom secret, il reçut celui de Kunkhyab Dorjé Dragtsal.
Il prit ensuite la direction du monastère de Skindiang durant trois ans et fit bénéficier de nombreux êtres de son enseignement.
Au monastère de Phyang, il reçut l'habilitation, la transmission et l'enseignement du trésor de yangzab de la lignée Drigung révélé par Rinchen Phountsog ainsi que la transmission de toutes les performances du rituel de dbang lnga bcu ma de la tradition Drigung Kagyud. Ensuite, il reçut la transmission de toutes les divinités de la lignée Kagyud de Togdan Rinpoché. À Leh, il reçut du 14e dalaï-lama la transmission du tantra de Kalachakra à deux reprises suivie d'une autre à Karsha au Zanskar. Au Jokhang de Leh, il reçut la transmission du Kagyur de Togdan Tulku de la lignée gélugpa. 

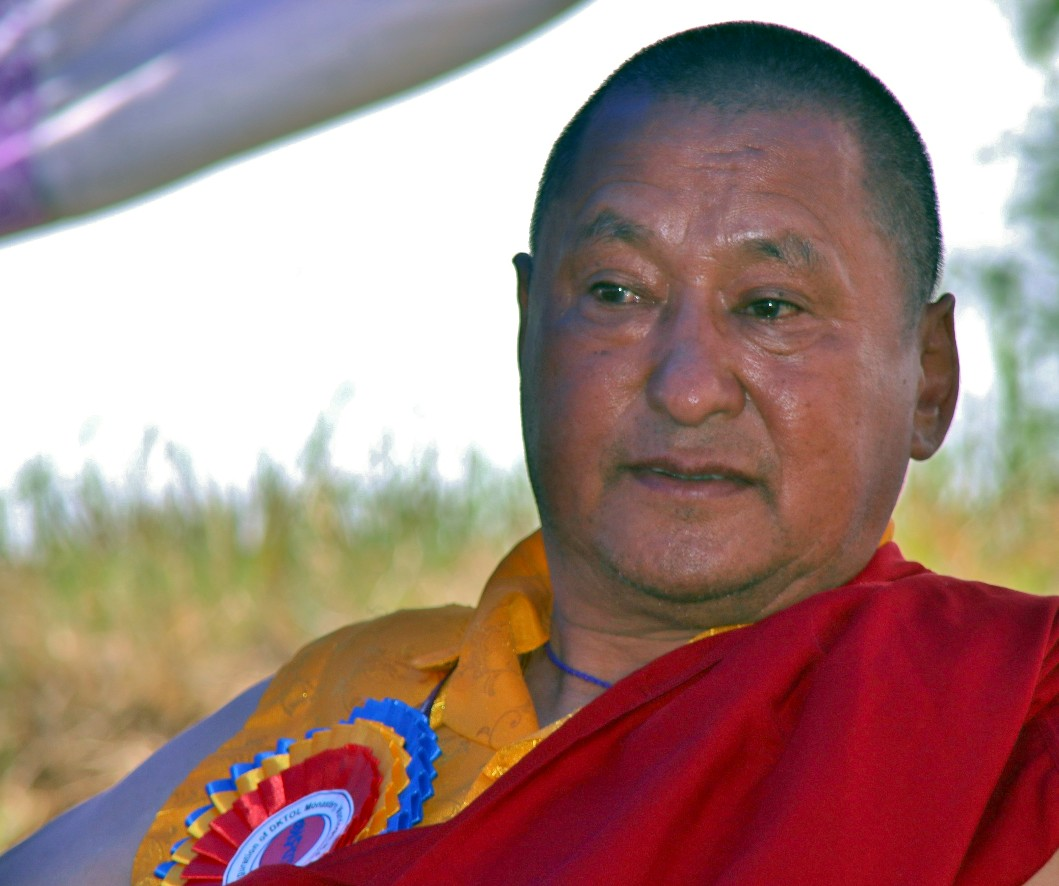
Drubpon Tharchin Rinpoché

En 1987, au monastère de Lamayuru, sous la direction de son lama racine Drubwang Konchok Zodpa Gyatso, il reçut d'abord les enseignements sur les Trente-sept stances sur la pratique des Bodhisattvas, puis plus tard, la Saddhana de Longue vie. Il pratiqua ensuite la quintuple voie du Mahamudra de Drigung Dharmakirti, les Six yogas de Nāropa, et reçut l'habilitation, la transmission et l'enseignement du Tantra Yoga de Sarvavid.
Il fut reconnu par Togden Rinpoché comme une émanation de Padmasambhava ayant pour yidam Vajrakilaya. À l'âge de 18 ans, lorsqu'il vit une représentation de Vajrakilaya, il dit "Voici ma divinité", lorsqu'il entendit et vit le mantra de Vajrakilaya pour la première fois, il ressentit une immense joie et dit : "C'est ce mantra que je souhaite réciter". À l'âge de 30 ans, il fit un rêve fabuleux : il rêva qu'un pourpa en or descendait du ciel pour pénétrer en sa poitrine et s'installer en son cœur. Depuis, la divinité le suit comme une ombre. Vajrakilaya est Bouddha Dorjé Sempa courroucé et constitue l'une des plus hautes divinités du bouddhisme tibétain.

## Son action

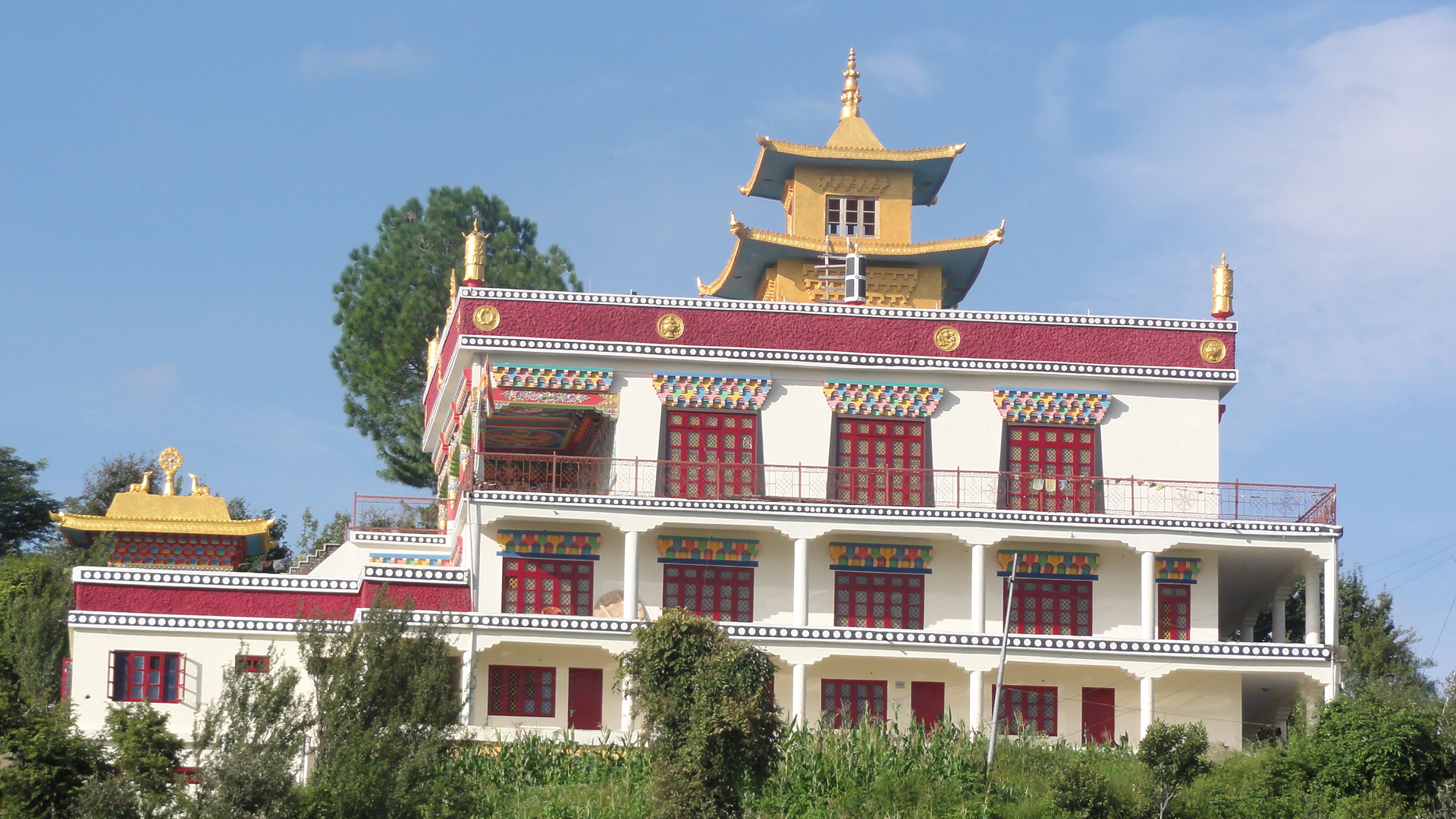
Le monastère de Rinpoché et l'école de la Félicité

Considérant qu'en Asie, la pauvreté constitue la principale souffrance, Drubpon Konchog Tharchin Rinpoché crée l'association humanitaire France Himalaya Tiers-mondeen 1992.
Considérant qu'en Europe l'origine principale des souffrances est une carence en spiritualité positive, il fonde alors l'Institut Bouddhique Drikung Kagyu Rinchen Pal qui propose de se former au bouddhisme.
Drubpon Tharchin Rimpotché s'est donné pour mission d'apporter un équilibre entre l'orient et l'occident : transmettre, en tant que maître du bouddhisme tibétain, l'enseignement du Bouddha afin de soulager les souffrances des personnes démunies de l'Himalaya et des tibétains exilés, de leur permettre de retrouver leur dignité, de se reconstruire, de préserver leur culture et leur spiritualité.

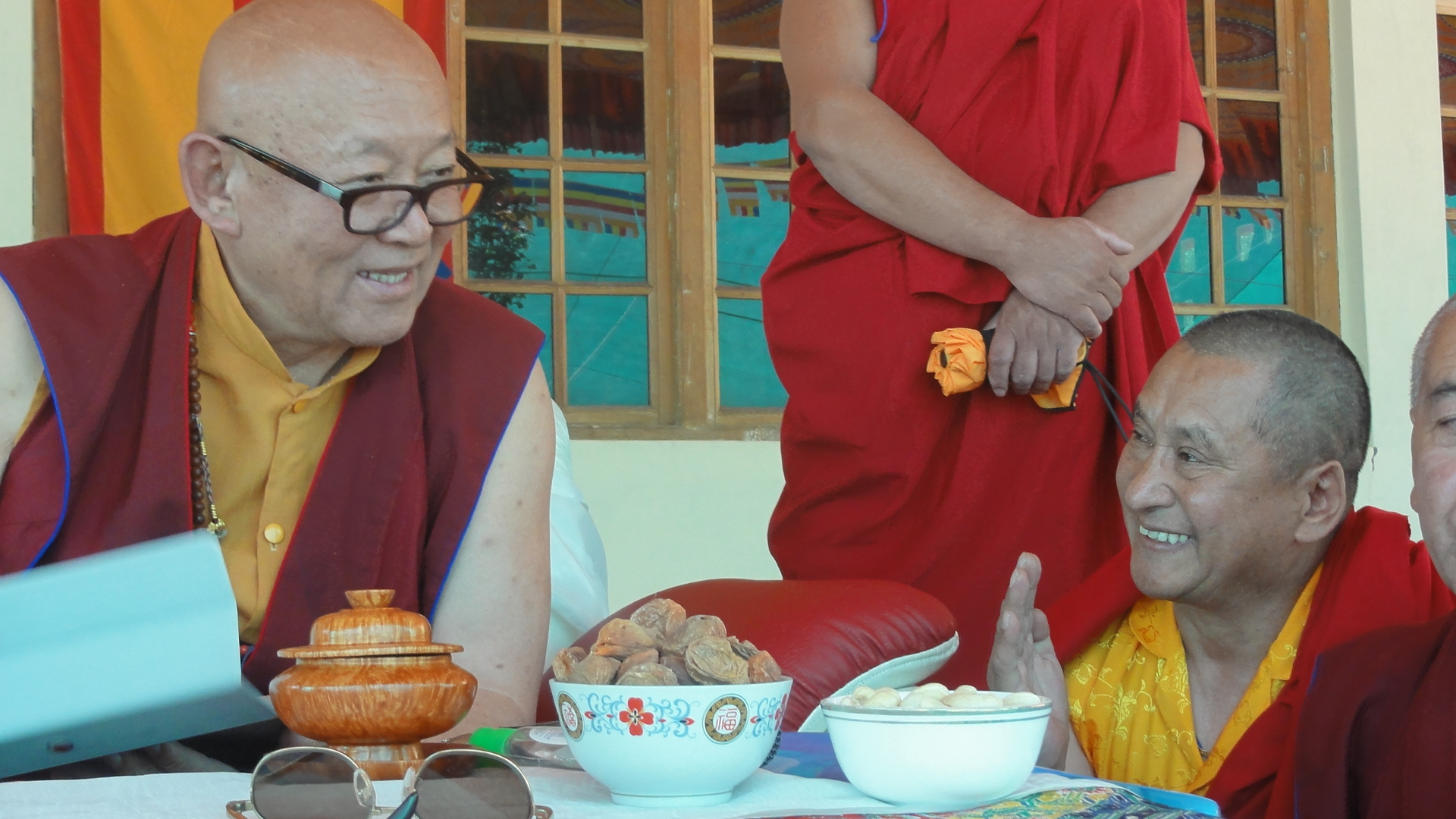
Chesang Rinpoché et Tharchin Rinpoché

En 1992, Tharchin Rinpoché s’installe en France et commence sa mission. Il délivre les enseignements, propose des retraites spirituelles et d'études, l'apprentissage de la langue tibétaine, l'initiation aux yogas tibétains de Naropa, à la méditation, et pour ceux qui souhaitent faire de l'enseignement du Bouddha leur propre voie, la retraite de lama revue et adaptée à notre mode de vie moderne appelée "retraite quotidienne". 
En 2005, Rinpoché entreprend la construction du Temple et de l'école de la Félicité à Mandoglu, petit village situé dans l'Himachal Pradesh en Inde entre Rewalsar et Dharamsala. Monastère inauguré en 2014 par Drikung Chetsang Rinpoché.
En 2014, Tharchin Rinpoché fait rénover le monastère de Skindiang, son village natal et entreprend la construction d'un grand temple à Leh au Ladakh, temple inauguré en juillet 2018 en présence de Chetsang Rinpoché.
Le 29 septembre 2019 il est un des religieux à participer à l'hommage à Jacques Chirac aux Invalides, où le cercueil de l'ancien président recouvert du drapeau français est exposé.
Tharchin Rinpoché est également aumônier bouddhiste et intervient à la demande, pour pratiquer le Grand Drikung Phowa (tibétain : འབྲི་གུང་འཕོ་བ་ཆེན་མོ, Wylie : ’bri gung ’pho ba chen mo) ou méditation dite du transfert de conscience au moment de la mort des lamas Drikung'